# 兴安繁缕
兴安繁缕（学名：Stellaria cherleriae）为石竹科繁缕属的植物。分布在俄罗斯、蒙古以及中国大陆的山西、内蒙古、吉林、河北等地，生长于海拔2,790米至3,400米的地区，见于砾石质草坡、草原和疏林下，目前尚未由人工引种栽培。

## 别名
东北繁缕（中国高等植物图鉴补编） 绿花繁缕（拉汉种子植物名称）